# Раян Сессеньйон
Раян Сессеньйон (англ. Ryan Sessegnon, нар. 18 травня 2000, Лондон) — англійський футболіст, лівий фланговий захисник і півзахисник клубу «Фулгем».

## Клубна кар'єра
Народився 18 травня 2000 року в Лондоні. Вихованець футбольної школи місцевого «Фулгема». Дорослу футбольну кар'єру розпочав 2016 року в основній команді того ж клубу у Чемпіонаті Футбольної ліги. 2018 року допоміг команді підвищитися в класі до Прем'єр-ліги, в якій провів за команду ще один сезон. Загалом за три сезони взяв участь у 97 матчах чемпіонату за «Фулгем».
Влітку 2019 року за орієнтовні 25 мільйонів фунтів перебрався до іншої лондонської команди, «Тоттенгем Готспур», з якою уклав чотирирічний контракт. У «Тоттенгемі» не зумів протягом сезону 2019/20 вибороти собі місце в основному складі й на початку жовтня 2020 року був відданий на сезон в оренду до німецького «Гоффенгайм 1899».
26 липня 2024 року після завершення контракту з «Тоттенгемом» повернувся до «Фулгема», підписавши контракт на два роки.

## Виступи за збірні
2015 року дебютував у складі юнацької збірної Англії (U-16), загалом на юнацькому рівні за команди різних вікових категорій взяв участь у 29 іграх, відзначившись 6 забитими голами. У складі збірної 19-річних став переможцем юнацького чемпіонату Європи 2017 року, по завершенні якого увійшов до символічної збірної турніру.
З 2018 року залучається до складу молодіжної збірної Англії.

## Статистика виступів

### Статистика клубних виступів
Станом на 4 жовтня 2020 року
| Сезон              | Команда             | Чемпіонат          | Чемпіонат | Чемпіонат | Національний кубок | Національний кубок | Національний кубок | Континентальні кубки | Континентальні кубки | Континентальні кубки | Інші змагання | Інші змагання | Інші змагання | Усього | Усього |
| Сезон              | Команда             | Ліга               | Ігор      | Голів     | Ліга               | Ігор               | Голів              | Ліга                 | Ігор                 | Голів                | Ліга          | Ігор          | Голів         | Ігор   | Голів  |
| ------------------ | ------------------- | ------------------ | --------- | --------- | ------------------ | ------------------ | ------------------ | -------------------- | -------------------- | -------------------- | ------------- | ------------- | ------------- | ------ | ------ |
| 2016–17            | «Фулгем»            | ЧФЛ                | 25+1      | 5         | КА+КЛ              | 3+1                | 2+0                | -                    | -                    | -                    | -             | -             | -             | 30     | 7      |
| 2017–18            | «Фулгем»            | ЧФЛ                | 46+3      | 15+1      | КА+КЛ              | 1+2                | 0                  | -                    | -                    | -                    | -             | -             | -             | 52     | 16     |
| 2018–19            | «Фулгем»            | ПЛ                 | 22        | 2         | КА+КЛ              | 1+2                | 0                  | -                    | -                    | -                    | -             | -             | -             | 25     | 2      |
| Усього за «Фулгем» | Усього за «Фулгем»  | Усього за «Фулгем» | 97        | 23        |                    | 10                 | 2                  |                      | -                    | -                    |               | -             | -             | 107    | 25     |
| 2019–20            | «Тоттенгем Готспур» | ПЛ                 | 6         | 0         | КА+КЛ              | 3+0                | 0                  | ЛЧ                   | 3                    | 1                    | -             | -             | -             | 12     | 1      |
| Усього за кар'єру  | Усього за кар'єру   | Усього за кар'єру  | 99+4      | 23        |                    | 13                 | 2                  |                      | 3                    | 1                    |               | -             | -             | 119    | 26     |

### Статистика виступів за збірну
Станом на 22 червня 2019 року